# Bernd Wiesberger
Bernd Wiesberger (Wenen, is een professioneel golfer uit Oostenrijk.

## Amateur
Wiesberger is lid van de Fontana Golf Club bij Wenen, waar hij les krijgt van Claude Grenier. Hij begon in 1992 het spel van vader Klaus te leren, die nu zijn manager is. In 1997 won hij, spelend van handicap 21, het provinciaal scholenkampioenschap. Vanaf 2001 zat Bernd in de nationale selectie.

### Gewonnen
- 1997: Nationaal Jeugdkampioenschap
- 2004: Amateur Matchplay Kampioenschap, Amateur Strokeplay Kampioenschap (Oostenrijk)
- 2005: Amateur Strokeplay Kampioenschap (Oostenrijk), Nationaal Jeugdkampioenschap
- 2006: Amateur Strokeplay Kampioenschap (Oostenrijk)

### Teams
- Eisenhower Trophy: 2004, 2006
- Jacques Leglise Trophy: 2003

## Professional
In 2006 ging hij als amateur naar de Tourschool. Toen bleek dat hij de Final Stage haalde, werd hij vlak daarvoor professional. In 2008 eindigde hij op de Europese Challenge Tour op de 10de plaats, en promoveerde naar de Europese Tour van 2009. Eind 2009 kwam hij weer in de Final Stage op de golf van Catalunya, waar hij 49ste werd. De top 30 ging door naar de Europese Tour, Wiesberger speelt in 2010 weer op de Challenge Tour. 
Wiesberger is de jongste van de drie Oostenrijkse spelers, die ambities hebben om op de Europese PGA Tour te spelen. Markus Brier (1968) is in 2000 op de Tour gekomen, Martin Wiegele (1978) speelt nog op een lager niveau. De drie spelers trainen ook af en toe samen onder leiding van Frededrik Jendelid en voormalig Ryder Cup-speler Anders Forsbrand.
In 2010 speelde Wiesberger op de Challenge Tour. Hij behaalde twee overwinningen in Frankrijk, waardoor hij op de vijfde plaats van de Order of Merit komt en een kaart voor de Europese Tour van 2011 verdiende. In Lyon won hij op de Golf du Gouverneur in Monthieux met een score van -17, inclusief een baanrecord van 62, in Toulouse was -9 genoeg om met vier slagen voorsprong de overwinning binnen te halen.

In 2012 behaalde hij twee overwinningen op de Europese Tour en in 2015 voegde hij daar zijn derde overwinning aan toe.

### Gewonnen
Challenge Tour
- 2010: ALLIANZ Open de Lyon (-17), ALLIANZ Open de Toulouse (-9)

Europese Tour
- 2012: Ballentine's Championship, Lyoness Open
- 2015: Alstom Open de France

Aziatische Tour
- 2013: Indonesian Masters